# Abrochia aequalis
Abrochia aequalis är en fjärilsart som beskrevs av Walker 1864. Abrochia aequalis ingår i släktet Abrochia och familjen björnspinnare. Inga underarter finns listade i Catalogue of Life.